# Die Purpursegel (Film)
Die Purpursegel (Originaltitel L’envol, internationaler englischsprachiger Titel Scarlet) ist ein Filmdrama von Pietro Marcello, das im Mai 2022 bei den Filmfestspielen in Cannes seine Premiere feierte und Anfang Juli 2023 in die deutschen Kinos kam. Der Film ist eine freie Adaption des Kinderbuchs Das Purpursegel von Alexander Grin und spielt kurz nach Ende des Ersten Weltkriegs bis in die 1930er Jahre hinein in Frankreich.

## Handlung
Wie die anderen überlebenden französischen Soldaten kehrt auch Raphaël nach dem Ersten Weltkrieg von der Front nach Hause zurück. Als er das kleine Dorf in der Normandie erreicht, muss er hören, dass seine Frau während des Krieges gestorben ist. Sie gab ihre kleine Tochter Juliette in die Obhut der Witwe Adeline, die sich liebevoll um das Mädchen kümmerte. Raphaël erklärt sich bereit, ihren Hof zu bewirtschaften, um hier leben zu können.
Juliette wächst heran und entwickelt eine Leidenschaft für Gesang und Musik. Eines Sommers trifft sie auf eine Hexe, die ihr voraussagt, dass scharlachrote Segel sie eines Tages aus ihrem Dorf führen werden. Juliette hört nie auf, an diese Prophezeiung zu glauben.

## Produktion

### Vorlage und Filmstab

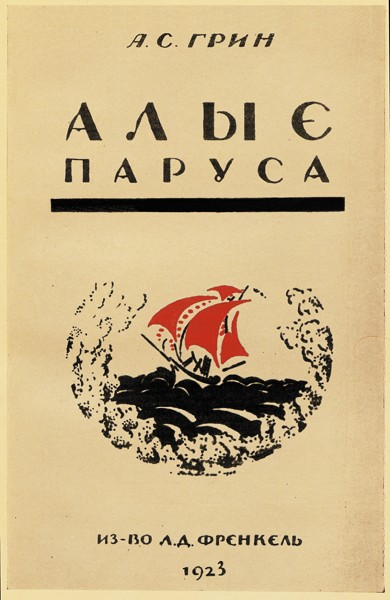
L’envol ist eine freie Adaption von Alexander Grins Roman Das Purpursegel aus dem Jahr 1923

L’envol ist eine freie Adaption des Kinderbuchs Das Purpursegel von Alexander Grin aus dem Jahr 1923. Dieses wurde bereits 1961 von Alexander Ptuschko unter dem Titel Das purpurrote Segel verfilmt.
Regie führte Pietro Marcello, der gemeinsam mit Maurizio Braucci und Maud Ameline auch das Drehbuch schrieb. Marcello war besonders für seine Verfilmung von Jack Londons Roman Martin Eden bekannt geworden, die er im September 2019 im Rahmen der Filmfestspiele von Venedig vorstellte und für die er zahlreiche Auszeichnungen erhielt, unter anderem den David di Donatello. Auch für Martin Eden arbeitete er bereits mit Drehbuchautor Braucci zusammen.

### Besetzung und Dreharbeiten
Die Nachwuchsschauspielerin Juliette Jouan, die zuvor als Komponistin, Musikerin und Sängerin tätig war, spielt in ihrem Filmdebüt Juliette. Als 5-Jährige wird diese von Suzanne Marquis und als 10-Jährige von Asia Bréchat gespielt. Raphaël Thiéry spielt Juliettes Vater Raphaël. Noémie Lvovsky ist in der Rolle der Witwe Adeline zu sehen, in deren Obhut Juliette von ihrer Mutter gegeben wurde. In weiteren Rollen sind Louis Garrel als der Pilot Jean, Ernst Umhauer als Renaud und die Belgierin Yolande Moreau als die Hexe zu sehen.
Die Dreharbeiten wurden im Sommer 2021 in Frankreich begonnen. Als Kameramann fungierte Marco Graziaplena, der zuletzt mit Yohan Manca und Amanda Sthers arbeitete.

### Filmmusik und Veröffentlichung
Die Filmmusik komponierte Gabriel Yared, der für seine Arbeit für Der englische Patient mit einem Oscar und zweifach beim César ausgezeichnet wurde. Das Soundtrack-Album mit insgesamt 21 Musikstücken wurde am 11. Januar 2023 von MovieScore Media als Download veröffentlicht.
Die Premiere erfolgte am 18. Mai 2022 bei den Filmfestspielen in Cannes, wo der Film in der Quinzaine des Réalisateurs gezeigt wurde. Dort stellt der Schauspieler Louis Garrel auch seine vierte Regiearbeit L’Innocent vor. Ende Juni 2022 wurde L’envol beim Filmfest München gezeigt. Im Oktober 2022 wurde er beim Vancouver International Film Festival, beim New York Film Festival und beim Busan International Film Festival gezeigt. Im November 2022 wurde Scarlet beim Festival de Cine Europeo de Sevilla und beim Internationalen Filmfestival von Stockholm gezeigt. Der Kinostart in Frankreich war am 11. Januar 2023. Ende April 2023 wurde der Film beim Atlanta Film Festival gezeigt. Am 9. Juni 2023 kam der Film in ausgewählte US-Kinos. Ebenfalls im Juni 2023 wurde er beim Internationalen Filmfest Emden-Norderney vorgestellt. Am 6. Juli 2023 kam der Film in die deutschen Kinos.

## Rezeption

### Altersfreigabe und Kritiken
In Deutschland wurde der Film von der FSK ab 16 Jahren freigegeben. In der Freigabebegründung heißt es, der ruhig erzählte Film enthalte eine Szene, in der es nach einer sexuellen Belästigung zu einem Vergewaltigungsversuch kommt, die emotional intensiv sei, aber nicht reißerisch ausgespielt werde.
Von den bei Rotten Tomatoes aufgeführten Kritiken sind 78 Prozent positiv. Auf Metacritic erhielt der Film einen Metascore von 74 von 100 möglichen Punkten.
Peter Osteried, Filmkorrespondent der Gilde deutscher Filmkunsttheater, schreibt in seiner Kritik, der Film gebärde sich zwar nicht von Anfang an, aber in seinem Verlauf märchenhaft, wenn der Fokus sich verändert und Juliette in den Mittelpunkt rückt: „Anfangs sind es noch die eher realistischen Elemente, die ansprechend sind, wenn man zusieht, wie Raphaël versucht, sich ein neues Leben aufzubauen, aber immer wieder am Starrsinn der anderen scheitert. Raphaël Thiéry ist ein Bär von einem Mann. Ein Koloss, der aber warmherzig ist. Ein Mann mit enormen Pranken, die vom harten Leben eines Drechslers geformt wurden.“ Immer wieder zeige Pietro Marcello sie, korrelierend mit dem Alexander-Grin-Zitat, mit dem der Film beginnt: „Wir müssen die so genannten Wunder mit eigenen Händen vollbringen.“  Immer wieder würden Marcello zudem imposant schöne Bilder gelingen, während der Realitätsanspruch des Films schwindet, aber dafür ersetzt wird durch etwas geradezu Magisches, das man am besten auf der Kinoleinwand erleben sollte, so Osteried.

### Einsatz im Unterricht
Das Onlineportal kinofenster.de empfiehlt den Film ab der 11. Klasse für die Unterrichtsfächer Französisch, Deutsch, Kunst, Sozialkunde/Gemeinschaftskunde und Ethik. Dort schreibt Philipp Bühler, in Geschichte und Politik könnten die Schüler nachvollziehen, wie Die Purpursegel den Einbruch der Moderne in die Handlung integriert. In den künstlerischen Fächern lasse sich darüber hinaus erörtern, wie der Film diese Modernisierung mit einer Reflexion des eigenen Mediums verknüpft. In der inhaltlichen Auseinandersetzung könne Juliettes Emanzipationsprozess diskutiert werden, aber auch die aus der Not des Krieges geborene Patchwork-Familie am sogenannten "Hof der Wunder", ein matriarchales Modell, das in der patriarchalen Dorfgemeinschaft auf Widerstand stößt.

### Auszeichnungen
Festival de Cine Europeo de Sevilla 2022
- Nominierung im Offiziellen Wettbewerb
- Auszeichnung für die Beste Regie (Pietro Marcello)[21][22]

Filmfest München 2022
- Nominierung im Wettbewerb CineRebels[9]

International Istanbul Film Festival 2023
- Nominierung im Internationalen Wettbewerb[23]

Internationales Filmfestival von Stockholm 2022
- Nominierung im Hauptwettbewerb[13]